# 長崎県道213号南風崎停車場指方線
長崎県道213号南風崎停車場指方線（ながさきけんどう213ごう はえのさきていしゃじょうさしかたせん）は、長崎県佐世保市を通る一般県道である。

## 概要
佐世保市南風崎町から佐世保市指方町に至る。
国道202号および国道205号よりハウステンボスへ向かうために利用する県道。針尾橋のみ4車線、その他は1.5 - 2車線の道路である。南風崎町側の単独区間は南風崎駅から、南風崎中央バス停交差点までとごくわずかしかない。

### 路線データ
- 起点：佐世保市南風崎町（JR九州大村線 南風崎駅前）
- 終点：佐世保市指方町（国道202号交点）
- 総延長：2 km

## 路線状況

### 重複区間
- 国道205号（佐世保市南風崎町・南風崎中央バス停交差点 - 佐世保市南風崎町・ハウステンボス入口交差点）

### 道路施設

#### 橋梁
- 針尾橋（早岐瀬戸、佐世保市）

## 地理

### 通過する自治体
- 佐世保市

### 交差する道路
| 交差する道路                                     | 交差する場所     | 交差する場所             |
| ------------------------------------------------ | ---------------- | ------------------------ |
| 国道205号 重複区間起点                           | 南風崎町         | 南風崎中央バス停交差点   |
| 国道205号 重複区間終点 長崎県道248号崎岡町早岐線 | 南風崎町         | ハウステンボス入口交差点 |
| 長崎県道141号ハウステンボス線                    | ハウステンボス町 |                          |
| 国道202号                                        | 指方町           | 終点                     |

### 交差する鉄道
- 大村線

### 沿線
- JR九州大村線
  - 南風崎駅 - ハウステンボス駅
- ハウステンボス
  - ハウステンボス南風崎寮
  - ホテルローレライ